# Lapáncsa
Lapáncsa là một thị trấn thuộc hạt Baranya, Hungary. Thị trấn này có diện tích 4,36 km², dân số năm 2010 là 205 người, mật độ 47 người/km².